# Силвейра, Энрике да
Энрике ди Сампайю-и-Каштру Перейра да Кунья да Силвейра (порт. Henrique de Sampaio e Castro Pereira da Cunha da Silveira; 26 января 1901, Сан-Бенту — 9 апреля 1973, Лиссабон) — португальский фехтовальщик-шпажист. Бронзовый призёр летних Олимпийских игр 1928 года, участник летних Олимпийских игр 1920, 1924 и 1936 годов.

## Биография
Энрике да Силвейра родился 26 января 1901 года в португальском районе Сан-Бенту.
Выступал в соревнованиях по фехтованию за «Португальский гимнастический клуб» из Лиссабона.
В 1920 году вошёл в состав сборной Португалии на летних Олимпийских играх в Антверпене. В личном турнире шпажистов занял в группе 1/8 финала 4-е место, одержав 5 побед. В четвертьфинальной группе стал 7-м с 4 победами. В командном турнире шпажистов сборная Португалии, за которую также выступали Антониу ди Менезиш, Жоржи Пайва, Руй Майер, Жуан Сассетти, Фредерику Паредиш и Мануэл Кейруш, заняла в полуфинальной группе 2-е место с 3 победами, одной ничьей и одним поражением. В финале португальцы заняли 4-е место, победив Швейцарию — 8:5 и США — 8:4, завершив вничью матч с Францией — 6:6 и уступив Италии — 3:12 и Бельгии — 5:8.
В 1924 году вошёл в состав сборной Португалии на летних Олимпийских играх в Париже. В командном турнире шпажистов сборная Португалии, за которую также выступали Руй Майер, Жоржи Пайва, Антониу ди Менезиш, Фредерику Паредиш, Паулу дʼЭса Леал, Мариу ди Норонья и Антониу Лейти, в группе 1/8 финала заняла 1-е место, победив Данию — 10:6 и Уругвай — 10:6 и проиграв Нидерландам — 6:10. В четвертьфинале также стала первой, выиграв у Кубы — 11:5 и Великобритании — 12:4. В полуфинале заняла 2-е место, уступив Франции — 6:10. В финале заняла последнее, 4-е место, потерпев поражения от Франции — 4:11, Бельгии — 7:9 и Италии — 7:8.
В 1928 году вошёл в состав сборной Португалии на летних Олимпийских играх в Амстердаме. В личном турнире шпажистов в группе 1/8 финала занял 4-е место, победив Саула Мояла из Египта — 1:0, Ханса Хальберштадта из Германии — 1:0, Отто Хатцедя из Венгрии — 1:0, Сигурда Акре-Оса из Норвегии — 1:0 и Гуннара Седершёльда из Швеции — 1:0, уступив Диего Гарсии из Испании — 0:1 и Чарльзу Биско из Великобритании — 0:1, Шарлю Дебёру из Бельгии — 0:1 и Луису Эрнандесу из Мексики — 0:1. В четвертьфинальной группе поделил 7-8-е места, победив Эжена Эмпейта из Швейцарии — 1:0, Диего Гарсию из Испании — 1:0, Фрица Яка из Германии — 1:0, Чарльза Биско из Великобритании — 1:0, Яноша Хайду из Венгрии — 1:0, проиграв Сальватору Кукурелю из Египта — 0:1, Джорджу Калнану из США — 0:1, Ивану Осиеру из Дании — 0:1, Арману Массару из Франции — 0:1, Шарлю Дельпорту из Бельгии — 0:1, Педро Меркадо из Мексики — 0:1. В командном турнире шпажистов сборная Португалии, за которую также выступали Паулу дʼЭса Леал, Мариу ди Норонья, Жоржи Пайва, Фредерику Паредиш и Жуан Сассетти, заняла в группе 1/8 финала 1-е место, победив Нидерланды — 8:7 и сведя вничью поединок с Швецией — 8:8. В четвертьфинальной группе также стала первой, победив США — 8:7 и Норвегию — 10:2. В полуфинале заняла 2-е место, выиграв у Чехословакии — 10:0 и Нидерландов — 8:7 и уступив Италии — 6:10. В финале завоевала бронзовую медаль, завершив вничью матч с Бельгией — 8:8 и уступив Италии — 6:9 и Франции — 7:9.
В 1936 году вошёл в состав сборной Португалии на летних Олимпийских играх в Берлине. В личном турнире шпажистов занял в группе 1/8 финала 4-е место, победив Виллема Дрибергена из Нидерландов — 3:2, Джанкарло Корнаджа-Медичи из Италии — 3:2, Эннио де Оливейру из Бразилии — 3:0, Мориса Шамиля из Египта — 3:0, Рудольфа Вебера из Австрии — 3:1, уступив Фредерику Фиттингу из Швейцарии — 0:3, Торстейну Гуте из Норвегии — 2:3, Хосе Мартинесу из Мексики — 2:3. В четвертьфинальной группе занял 3-е место, победив Мишеля Пешё из Франции — 3:2, Жана Хоэрта из Швейцарии — 3:0, Корнелиса Вебера из Нидерландов — 3:0, Пала Дунаи из Венгрии — 3:1, Оге Лейдерсдорффа из Дании — 3:1, уступив Шарлю Дебёру из Бельгии — 1:3, Хансу Гранфельту из Швеции — 0:3, Эгиллю Кнутсену из Норвегии — 2:3, Джорджу Талли из Канады — 0:3. В полуфинале занял 3-е место, победив Ханса Дракенберга из Швеции — 3:1, Романа Кантора из Польши — 3:0, Фредерика Фиттинга из Швейцарии — 3:1, Эрве дю Монсо де Бергенделя из Бельгии — 3:0, Энрике де Агийяра Валлима из Бразилии — 3:0, уступив Раймону Стассу из Бельгии — 1:3, Беле Баю из Венгрии — 1:3, Зигфриду Лердону из Германии — 1:3. В финале занял 6-е место, победив Шарля Дебёра из Бельгии — 3:2, Иана Кэмпбелла-Грея из Великобритании — 3:0, Белу Бая из Венгрии — 3:1, Христоса Залокостаса из Греции — 3:1, проиграв Франко Риккарди из Италии — 0:3, Саверио Раньо из Италии — 1:3, Джанкарло Корнадже-Медичи из Италии — 1:3, Хансу Дракенбергу из Швеции — 2:3, Раймону Стассу из Бельгии — 2:3. В командном турнире шпажистов сборная Португалии, за которую также выступали Паулу дʼЭса Леал, Антониу ди Менезиш, Жуан Сассетти и Гуштаву Кариньяш, заняла в группе 1/8 финала 2-е место, победив Швейцарию — 9:7 и уступив Польше — 7:9. В четвертьфинале заняла 1-е место, выиграв у Аргентины — 9:5. В полуфинале заняла 3-е место, проиграв Италии — 2:8 и Швеции — 7:9.
Работал инженером в сельском хозяйстве.
Умер 9 апреля 1973 года в Лиссабоне.